# 250 до н. е.

## Події
- Після смерті батька Аріобарзана Понтійського царем Понтійського царства став Мітридат II.

## Магістрати-епоніми
- Римська республіка консули: Гай Атілій Регул Серран та Луцій Манлій Вульсон Лонг[1].

## Народились
- цар Західної Нумідії Сіфакс